# 古長谷千博
古長谷 千博（こながや ちひろ、2001年10月25日 - ）は、静岡県沼津市出身のプロサッカー選手。Jリーグ・ロアッソ熊本所属。ポジションはミッドフィルダー。

## 略歴
小学生時代はアスルクラロ沼津U12で庵原篤人(FC琉球)とプレーした。
中学生時代は清水エスパルスジュニアユースで川本梨誉(ブラウブリッツ秋田)、榊原杏太(名古屋グランパス)、青島太一(栃木SC)などとチームメイト。中学3年時には史上2チーム目の3冠を達成した。
高校時代は清水桜が丘高校で前田翔茉(藤枝MYFC)とプレーした。
1年時に全国高等学校サッカー選手権大会に出場。3年時に全国高等学校総合体育大会に出場し同大会で優秀選手に選出された。
大学時代は常葉大学でプレー。1年時は東海学生リーグ新人賞。2年時から3年連続で同リーグベストイレブンに選出された。3年時には同リーグ得点王となる。全日本大学サッカー選手権大会、総理大臣杯全日本大学サッカートーナメントの全国大会に5度出場。速水修平(ヴァンラーレ八戸)、中島佳太郎(Criacao Shinjuku)、前田、キム・ヒョンウ(大分トリニータ)、高瀬生聖(テゲバジャーロ宮崎)などとプレーした。また、デンソーチャレンジカップでは1年時から3年連続で東海選抜の10番を背負い出場した。3年時には優秀選手に選出され、全日本大学選抜として日韓大学定期戦に出場。韓国で行われた試合では初のアウェイ勝利に貢献した。
2024年、ロアッソ熊本に加入する。
シーズン序盤からスタメンに抜擢されると、2トップの一角や左ウイングとして起用され、持ち前の突破力を活かしJ2リーグ第3節愛媛FC戦にてプロ初ゴールを記録した。負傷で離脱する時期もあったが、復帰するとトップ下での起用が多く、精度の高いパスやドリブルで大きなインパクトを残した。

## 所属クラブ
- アスルクラロ沼津U12
- 清水エスパルスjrユース
- 静岡市立清水桜が丘高等学校
- 常葉大学
- 2024年 -  ロアッソ熊本

## 個人成績
| 国内大会個人成績 | 国内大会個人成績 | 国内大会個人成績 | 国内大会個人成績 | 国内大会個人成績 | 国内大会個人成績 | 国内大会個人成績 | 国内大会個人成績 | 国内大会個人成績 | 国内大会個人成績 | 国内大会個人成績 | 国内大会個人成績 |
| 年度             | クラブ           | 背番号           | リーグ           | リーグ戦         | リーグ戦         | リーグ杯         | リーグ杯         | オープン杯       | オープン杯       | 期間通算         | 期間通算         |
| 年度             | クラブ           | 背番号           | リーグ           | 出場             | 得点             | 出場             | 得点             | 出場             | 得点             | 出場             | 得点             |
| 日本             | 日本             | 日本             | 日本             | リーグ戦         | リーグ戦         | リーグ杯         | リーグ杯         | 天皇杯           | 天皇杯           | 期間通算         | 期間通算         |
| ---------------- | ---------------- | ---------------- | ---------------- | ---------------- | ---------------- | ---------------- | ---------------- | ---------------- | ---------------- | ---------------- | ---------------- |
| 2020             | 常葉大学         | 20               | 他               | -                | -                | -                | -                | 1                | 0                | 1                | 0                |
| 2024             | 熊本             | 19               | J2               | 27               | 4                | 1                | 0                | 1                | 0                | 29               | 4                |
| 2025             | 熊本             | 10               | J2               |                  |                  |                  |                  |                  |                  |                  |                  |
| 通算             | 日本             | 日本             | J2               | 27               | 4                | 1                | 0                | 1                | 0                | 29               | 4                |
| 通算             | 日本             | 日本             | 他               | -                | -                | -                | -                | 1                | 0                | 1                | 0                |
| 総通算           | 総通算           | 総通算           | 総通算           | 27               | 4                | 1                | 0                | 2                | 0                | 30               | 4                |

出場歴
- Jリーグ初出場 - 2024年2月25日 J2第1節 清水エスパルス戦（えがお健康スタジアム）
- Jリーグ初得点 - 2024年3月10日 J2第3節 愛媛FC戦（ニンジニアスタジアム）